# 1480
1480 (MCDLXXX) je bilo prestopno leto, ki se je po julijanskem koledarju začelo na soboto.

## Dogodki
- papež Sikst IV. dovoli izvajanje inkvizicije v Španiji
- Turki zavzamejo Otranto
- Ivan III. se razglasi za ruskega carja; Rusija izžene Tatare.

## Rojstva
Neznan datum
- Gazi Husrev-beg, osmanski guverner Bosne († 1541)
- Ferdinand Magellan, portugalski pomorščak, raziskovalec († 1521)

## Smrti
Neznan datum
- Basarab III., vlaški knez (* ni znano)
- Žanibek kan, drugi kan Kazaškega kanata (* ok. 1428)